# MyAir隨身PM2.5偵測器
MyAir隨身PM2.5偵測器是由台灣大哥大生產的一款空氣品質監測設備，於2019年1月8日正式上市，其同時亦為台灣大哥大首款物聯網B2C產品。

## 系統設計
此偵測器提供單機模式、連線模式兩種使用方式，其搭配的應用程式能做到超標危害、歷史追蹤等，當程式偵測到危險指標時，則能主動跳出提醒，另外亦可計算個人PM2.5年暴露平均值和超標天數，提供用戶整體建議，並在經常移動的路線上留下空氣指數追蹤，以建立其生活地圖。其搭配的應用程式「myAir我的空氣」亦有與台灣大哥大自製的運動型應用程式「mySports」進行串接，提供各地空氣偵測站與移動偵測器的PM2.5空汙指標即時數值，讓戶外運動的人可以先了解運動場所周遭的空氣品質。

## 資料分析
台灣大哥大於2019年6月分析該年1至5月累積282萬筆資料，分析結果顯示98.6%的myAir用戶PM2.5暴露量高於世界衛生組織建議值，並有16%的myAir用戶暴露於過多PM2.5超標的橘色等級，而又以高雄市用戶超標比率最高。台灣大哥大於同年年底再次就近2個月累積逾百萬筆室內外的空氣測量數據進行分析，指產品用戶在室外呼吸品質最差的時段為早上7至9時及傍晚6時至8時的通勤時間，而深夜11時到凌晨1時也是用戶呼吸品質最差的時段，推測夜生活的活動範圍可能是測出壞空氣的原因。

## 社會公益
台灣大哥大指出，每銷售一款MyAir隨身PM2.5偵測器，即捐贈25元新台幣至財團法人臺灣癌症基金會。隨後於2019年年底，捐贈贈40台myAir隨身PM2.5偵測器給國家衛生研究院，用以紀錄孩童每日住家環境及隨身活動空間空氣品質，瞭解孩童每日PM2.5暴露情形。

## 釋義
1. ↑  世界衛生組織原先針對PM2.5年均濃度健康標準為10μg/m³[8]，後於2021年將標準提升年均濃度健康標準為不應超過5μg/m³[9]

## 外部連結
- myAir隨身PM2.5偵測器官方網站 （页面存档备份，存于）